# Гальперн, Мойше-Лейб
Мо́йше-Лейб Га́льперн (Галперн, Халперн, Гальперин, идиш משה לייב האלפערן‎, англ. Moyshe-Leyb Halpern; 1886—1932) — еврейский поэт, писавший на идише.

## Биография
С 1896 г. обучался живописи в Вене, увлекся социалистическими учениями, писал стихи на немецком языке. В 1907 г. вернулся в Злочев, где после встречи с Ш. Я. Имбером стал писать на идиш и печататься в еврейской прессе.
В 1908 г., чтобы избежать призыва в армию, эмигрировал в США, поселился в Нью-Йорке. Долгое время жил в нужде, пытаясь зарабатывать физическим трудом. Около 1910 г. сблизился с группой «Ди юнге» («Молодые»). В 1921 г. начал сотрудничать в коммунистической газете «Фрайхайт» («Свобода»), но независимый характер поэта и его творческие принципы привели к разрыву с партийным руководством и прекращению работы в газете.
Умер от сердечного приступа. Посмертно (1934) вышло двухтомное собрание его стихов.

## Творчество
Для раннего Гальперна характерно общее для еврейских поэтов тех лет влияние немецких романтиков и Г. Гейне (чьи стихи Гальперн переводил на идиш) и типичное для «Ди юнге» стремление отмежеваться от ограниченности и условности еврейской пролетарской литературы. Однако в стихах Гальперна о большом городе звучал свойственный пролетарской поэзии пафос, а прозаическая лексика и тематика некоторых стихов шли вразрез с попытками участников группы создать чисто поэтический язык, противопоставленный повседневной речи. Ради заработка Гальперн писал сатирические и юмористические стихи, но сатирические ноты присущи и некоторым стихам, включённым в авторские сборники.
В первом сборнике стихов Гальперна «Ин Нью-Йорк» («В Нью-Йорке», 1919) наряду с пёстрыми картинами большого города появляются мотивы любви и смерти. Завершает книгу апокалипсическая поэма «А нахт» («Ночь», опубл. 1916), лирический герой которой в кошмаре мечется между жаждой искупления и ощущением близкой смерти.
В поэзии Гальперна многократно повторяются мотивы самоощущения индивидуума, не находящего себе места в навязываемых ему тесных границах, и судьбы поэта, чьего голоса никто не слышит. Эти постоянные мотивы во второй книге стихов «Ди голдене паве» («Золотой павлин», 1924) усложняются элементами гротеска и фантастики. В ней проявляется также стремление Гальперна к отказу от традиционных силлабо-тонических размеров. Из стремления соединить гротесковость с прозаическим началом вырастает свойственное Гальперну тяготение к парадоксам. Разнообразием отличается также ряд монологов, в которых Гальперн иронизирует и над ограниченным жителем местечка, и над партийным активистом США.
Гальперн писал также новаторскую прозу, занимался живописью (главным образом портретной). Творчество и личность Гальперна оказали большое влияние на современных ему поэтов.

## Русские переводы
- Бумажные мосты: Пять еврейских поэтов: Мани Лейб, М.-Л. Галперн, Г. Лейвик, 3. Ландау, И. Мангер / составление и пер. с идиша под. ред. И. Булатовского и В. Дымшица; илл. Д. Гобермана. СПб.: Изд-во Европейского университета в Санкт-Петербурге, 2012. С. 36—66. ISBN 978-5-94380-129-7